# Wieda (fiume)
La Wieda è un affluente della Zorge, che nasce nello Harz, in Bassa Sassonia, sviluppa il suo corso per 22 km, per sfociare poi nella Zorge a Woffleben in Turingia

## Corso
Il fiume, nasce nel territorio del comune di Wieda, attraversa il territorio comunale di Walkenried, entra in quello di Ellrich attraversandone la frazione di Gudersleben, per poi sfociare nella Zorge sempre ad Ellrich, frazione di Woffleben, ad un'altezza di 158,8 m s.l.m., coprendo così nel suo corso un dislivello di circa 395 m.